# Марія Садовська
Марія Садовська (пол. Maria Sadowska; нар. 27 червня 1976 року, Варшава, ПНР) — польська поп-співачка і режисерка.

## Дискографія
- Jutro (1995)
- Lucky Star (1998)
- Marysia Sadowska (2004)
- Gwiazda dla każdego (2007)
- Spis treści (2009)
- Demakijaż (2009)
- Jazz na ulicach (2014)

## Фільмографія
- 2001: Portret podwójny – підбір акторів
- 2001: Skrzydła – режисерка, сценаристка
- 2002: Lukrecja – режисерка, сценаристка
- 2007: Non-stop kolor – режисерка, сценаристка, авторка музики, підбір акторів
- 2009: Demakijaż – режисерка, сценаристка
- 2012: Dzień kobiet – режисерка, сценаристка
- 2017: Sztuka kochania. Historia Michaliny Wisłockiej – режисерка
- 2021: Dziewczyny z Dubaju – режисерка
- 2022: Rodzina na Maxa – режисерка
- 2022: Milosc na pierwsza strone – режисерка
- 2023: Pokusa – режисерка